# Astromuricea fusca
Astromuricea fusca är en korallart som först beskrevs av Thomson 1911.  Astromuricea fusca ingår i släktet Astromuricea och familjen Plexauridae. Inga underarter finns listade i Catalogue of Life.